# ألويس لينز
ألويس لينز هو سياسي ألماني، ولد في 10 فبراير 1910 في Vochem ‏ في ألمانيا، وتوفي في 1 مارس 1976 في برول في ألمانيا. نشط حزبياً في الاتحاد الديمقراطي المسيحي. وقد انتخب عضو مجلس الشورى الموحد شمال الراين وستفاليا ‏ خلال فترته النيابية ‏ وانتخب عضو في البوندستاغ الألماني خلال فترته النيابية ‏ (7 سبتمبر 1949 – 7 سبتمبر 1953) وانتخب عضو في البرلمان الأوروبي.